# Kanał Parry’ego

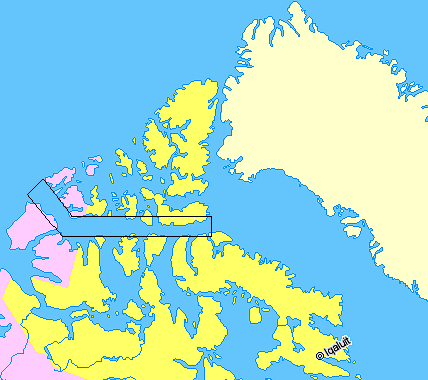
Kanał na mapie północnej Kanady

Kanał Parry’ego (ang. Parry Channel) – naturalna droga wodna w Kanadzie o długości około 1400 km i szerokości 5-270 km biegnąca przez centralny Archipelag Arktyczny. Jego większa, wschodnia część leży na terytorium Nunavut, a zachodni, mniejszy odcinek znajduje się w Terytoriach Północno-Zachodnich.

## Geografia
Kanał przebiega z zachodu na wschód łącząc Morze Baffina na wschodzie z Morzem Beauforta na zachodzie. Jego wschodni koniec jest jedynym praktycznym początkiem Przejścia Północno-Zachodniego. Zachodni koniec cieśniny mógłby być naturalnym wyjściem z archipelagu, jednak tamtejsze wody są pokryte lodem. Kanał oddziela Wyspy Królowej Elżbiety od reszty Archipelagu Arktycznego. Poszczególne części Kanału Parry’ego to (ze wschodu na zachód): Cieśnina Lancastera, Cieśnina Barrowa, Cieśnina Melville’a oraz Cieśnina McClure’a. Na południe od kanału znajdują się: Ziemia Baffina, Admiralty Inlet, znajdujący się na Ziemi Baffina Półwysep Brodeur, Cieśnina Księcia Regenta prowadząca do Zatoki Boothia, wyspa Somerset, Cieśnina Peel, Wyspa Księcia Walii, Kanał McClintocka, Wyspa Wiktorii, Cieśnina Księcia Walii i Wyspa Banksa. Na północ od cieśniny leżą: Wyspa Devon, Kanał Wellingtona, Wyspa Cornwallisa, Cieśnina McDougalla, Wyspa Bathursta, Wyspa Melville’a oraz Wyspa Księcia Patryka.

## Etymologia
Kanał Parry’ego został nazwany od nazwiska eksploratora terenów arktycznych Williama Edwarda Parry’ego, który w roku 1819 dotarł aż do Wyspy Melville’a, po czym na drodze stanął mu lód w Cieśninie McClure’a.